# Almende College
Het Almende College is een scholengemeenschap in Silvolde. Er zijn twee locaties: de locatie Laudis voor vmbo en de locatie Isala voor havo, vwo, atheneum en gymnasium.

## Locatie Isala
De locatie Isala is begonnen als zelfstandige locatie Isala College toen eind jaren 60 bleek dat het in 1966 geopende nieuwe gebouw van het Ludgercollege in Doetinchem, bij lange na niet voldoende zou zijn om de almaar groeiende toeloop van nieuwe leerlingen op te vangen.
In januari 1995 werd het nieuwe schoolgebouw ontworpen door Mecanoo architecten betrokken, dat twee jaar later de Nationale Scholenbouwprijs won.
Op de locatie Isala wordt onderwijs gegeven op de niveaus havo-d, havo en vwo (atheneum en gymnasium). De havo-klassen zijn leerlingen die een cito-score hebben tussen mavo en havo advies, zij volgen dan twee jaar lang onderwijs op havo-niveau en na twee jaar wordt gekeken of zij doorstromen naar havo3 en/of mavo3 (op de locatie Laudis).

## Locatie Laudis
De locatie Laudis in Silvolde biedt onderwijs aan op vmbo niveau. De locatie geeft ook vorm aan lwoo-klassen. In deze kleinere klassen op vmbo-b-niveau wordt kleinschaliger onderwijs aangeboden. 
De nieuwbouw-locatie Laudis heeft  sinds het schooljaar 2021/2022 zijn deuren geopend en geeft onderwijs op een nieuwe manier; in leergebieden:
- Mens & Wereld: aardrijkskunde, economie, geschiedenis, levensbeschouwing en maatschappijleer;
- Moderne Vreemde Talen: Engels, Duits en Frans;
- BINASK: biologie, natuurkunde en scheikunde.

Deze nieuwe manier van onderwijs leidde tot kritiek, omdat zij ten koste zou gaan van de kwaliteit van het onderwijs en de veiligheid voor leerlingen. De onderwijsinspectie deed onderzoek naar de kritiek.

## Locatie Bluemers
De locatie Bluemers in Silvolde is de dependance-locatie van de locatie Laudis. Door de krimp in de Achterhoek zullen er steeds minder leerlingen op het Almende College komen te zitten, uiteindelijk zullen over een aantal jaren alle vakken en niveaus ook op de locatie Laudis terecht komen, echter is het aantal leerlingen nog te groot om deze allemaal te huisvesten op de locatie Laudis, vandaar dat de dependance-locatie Bluemers de komende jaren nog in gebruik zal blijven.
Op de locatie Bluemers is het leergebied: 
- KMT: creatieve, kunstzinnige, muzikale en technologische vakgebieden
- En de vakken Nederlands en wiskunde.

Ook worden de lwoo-klassen (leerjaar 1-2) op deze locatie gehuisvest en hebben zij de eerste twee jaren enkel les op de locatie Bluemers.